# Dżamila

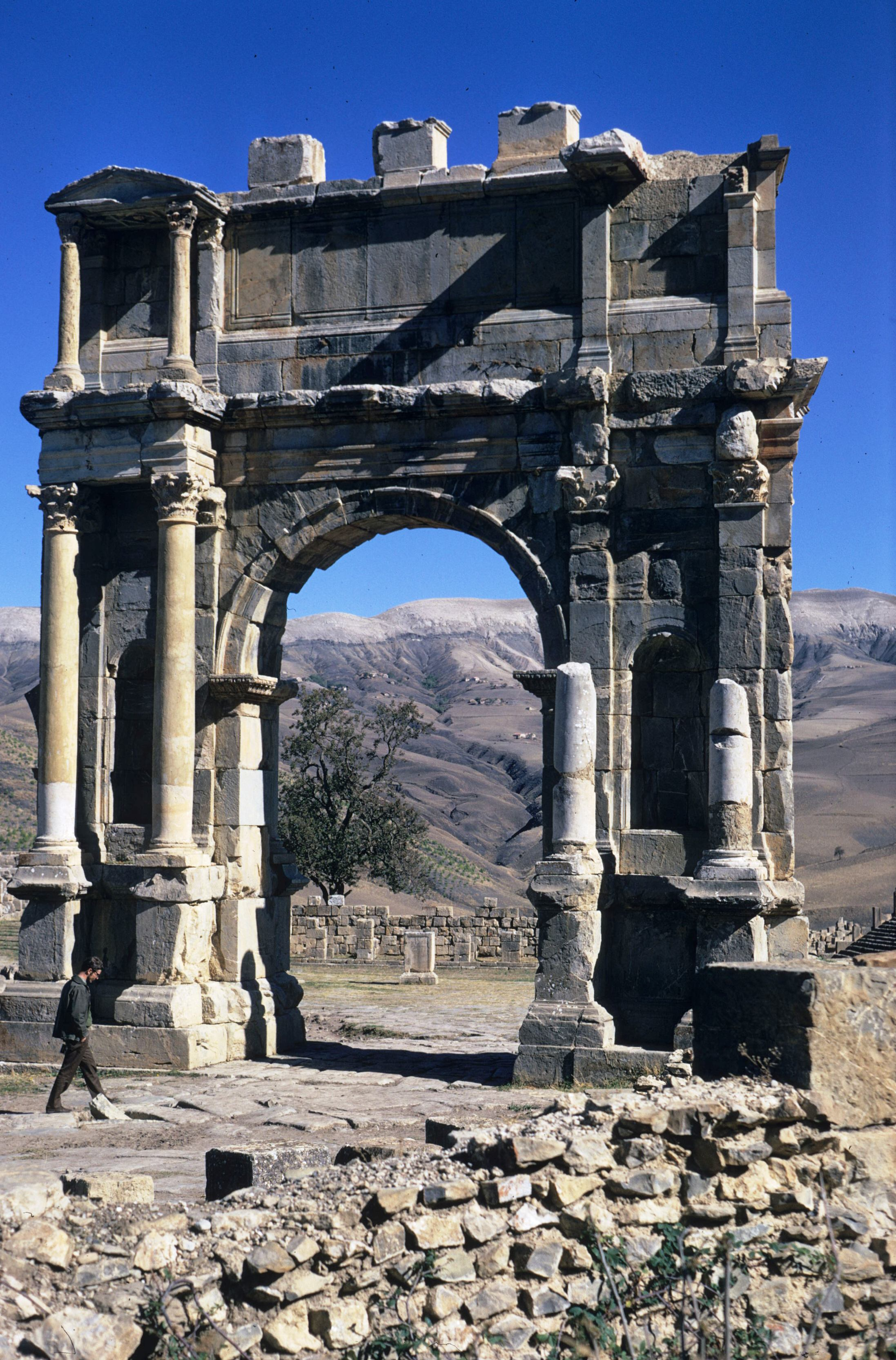
Łuk Triumfalny Karakalli w Dżamili

Dżamila (arab. جيميلة, fr. Djemila, łac. Cuicul) – stanowisko archeologiczne w północno-wschodniej Algierii. Znajdują się tu jedne z najlepiej zachowanych ruin rzymskiego miasta w Afryce Północnej, od 1982 roku wpisane na listę światowego dziedzictwa UNESCO.

## Historia miasta
Miasto zostało prawdopodobnie założone pod koniec I wieku n.e. przez rzymskiego cesarza Nerwę, następnie zdobyte przez Wandalów i ponownie odzyskane przez Bizancjum w 553 roku, po czym ostatecznie opuszczone. Pierwsze wykopaliska archeologiczne rozpoczęto tu w 1909 roku.

## Wykopaliska
Na terenie wykopalisk widoczne są pozostałości forum, amfiteatru, term, łuku triumfalnego, świątyń i domów mieszkalnych z licznymi mozaikami. Zachowały się też ruiny późniejszych, chrześcijańskich kościołów bazylikowych.